# Outkholok
L'Outkholok (en russe : Утхолок) est un fleuve qui traverse le raïon de Tiguil, à l'ouest de la péninsule du Kamtchatka, dans l'Extrême-Orient russe. Long de 128 km, avec un bassin versant de 1 350 km2, il se jette dans la mer d'Okhotsk, au sud du cap Outkholoktski. 